# NGC 3953

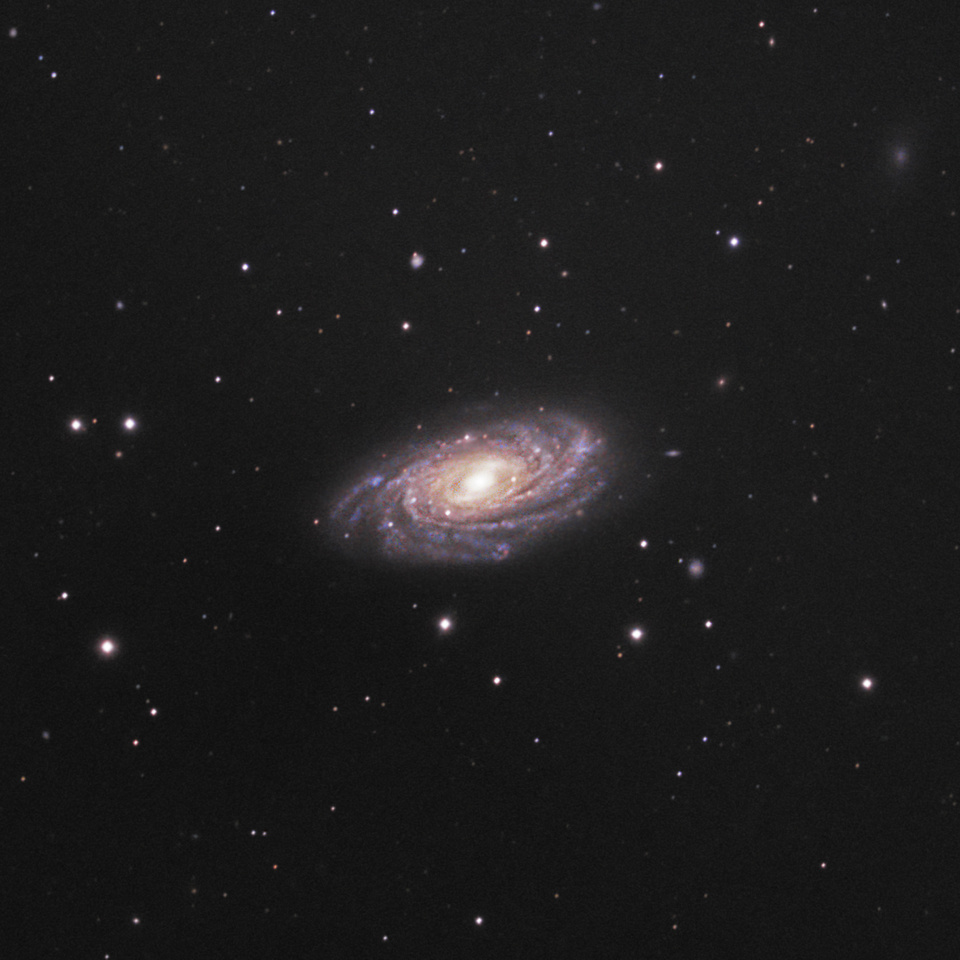

NGC 3953 è una galassia a spirale barrata (SBbc) situata a circa 64 milioni di anni luce (o 19,6 milioni di parsec) di distanza nella costellazione dell'Orsa Maggiore. Le sue dimensioni sono 128 x 67.000 anni luce di diametro, una declinazione di +52° 19' 30" e una ascensione retta di 11 ore, 53 minuti e 48,4 secondi.
NGC 3953 è stata scoperta il 12 aprile del 1789 dal William Herschel. Fu l'ospite della nova SN 2006bp.
Fa parte del Gruppo di M109, a sua volta un sottogruppo dell'Ammasso dell'Orsa Maggiore.